# Роберто Чекон
Роберто Чекон (італ. Roberto Cecon, * 28 грудня 1971, Джемона-дель-Фріулі, Італія) — італійський стрибун на лижах з трампліна. Брат Андреа Чекона.
У Кубку світу брав участь з 1988 до 2003. Двічі — у 1992 та 1994 виграв бронзові медалі на Чемпіонаті світу з польотів на лижах. Також виступав на чотирьох олімпіадах. Найкращим виявився результат у Ліліхаммері — 16 місце. У Кубку світу здобув 6 перемог. Нині працює тренером зі стрибків з трампліна. За освітою — офіцер поліції.
Його син Федеріко (народився 11.06.1994) також займається стрибками з трампліна - чемпіон Італії серед юніорів 2013 року.